# Donáth Tibor
Donáth Tibor (Budapest, 1926. november 13. – Budapest, 2018. január 3.) magyar orvos, anatómus, egyetemi tanár; az orvostudományok kandidátusa (1964).

## Életútja
1950-ben a Budapesti Orvostudományi Egyetemen orvosi, 1969-ben az Egyetem Bölcsészettudományi Karán pszichológia diplomát szerzett. 1947-től a BOTE / SOTE I. számú Anatómiai Intézetének gyakornoka, tanársegédje, majd docense volt. 1969 és 1996 között egyetemi tanár volt. 1969 és 1972 között a Fogorvosi Kar dékánhelyetteseként tevékenykedett. A Magyar Anatómus Társaság elnöke volt. Fő kutatási területe az idegingerület-átvitel fluoreszcens hisztokémiája és az anatómiai nevezéktan volt. 171 tudományos dolgozat, 15 könyv szerzője volt.

## Díjai
- Markusovszky-díj (1985, 1988)
- MOTESZ-díj (1994)
- Huzella Tivadar-díj (1995)
- Magyar Érdemrend lovagkeresztje (2014)

## Főbb művei
- Anatomical Dictionary with nomenclatures and explanatory notes (1969)
- Anatómiai atlasz (1983)
- Az emberi test felépítése (1990)
- Anatómus lettem a SOTE-n (1998)
- Négynyelvű anatómiai szótár (2002)